# Alpes Marítimos (provincia romana)
La provincia romana de los Alpes Marítimos (en latín, Alpes Maritimae) fue una antigua provincia romana, la más austral de las tres pequeñas provincias de los Alpes del Imperio romano, montadas a horcajadas sobre las montañas alpinas, en la zona geográfica italiana al este del río Var la frontera natural entra la Galia e Italia. Alpes Maritimae se derivaban de la región IX Liguria de Italia. La capital provincial, originalmente estaba en Cemenelum, el actual barrio de Cimiez en Niza. 
La tarea estratégica de la provincia era salvaguardar las comunicaciones en los pasos alpinos y costeros entre Galia e Italia. Estos habían venido siendo utilizados desde hace siglos por los romanos, pero eran un territorio que, hasta el año 15 a. C., seguía controlado por tribus de ligures independientes y bandidos. Ese año Augusto inició la llamada campaña de los Alpes, durante la cual conquistó definitivamente el territorio de la costa ligur. 
Al año siguiente, 14 a. C., la zona ya era convertida en una provincia romana. Sobre los vestigios de la antigua capital de los ligures vediantios, Augusto edificó la capital provincial de Cemenelum. Después, hacia el año 6 a. C., ya pasaba por la ciudad un tramo de la costera vía Aurelia, que conectaba Galia e Italia, llegando entonces a la actual ciudad de Arlés. 
En el año 297, la provincia fue extendida hacia el norte y el noroeste. La capital se trasladó a la Civitas Ebrodunensium, actual Embrun (Altos Alpes).

## Antiguas ciudades romanas de la provincia
- Cemenelum (Cimiez): primera capital de la provincia.
- Nicaea (Niza)
- Portus Herculis Monaeci (Mónaco)
- Salinae (Castellane)
- Sanitium (Senez)
- Vintium (Vence)

A partir del año 297:
- Brigantio (Briançon)
- Brigomagus (Briançonnet / Barcelonnette ?)
- Civitas Ebrodunensium (Embrun): segunda capital de la provincia.

|                                        |
| Región IX Liguria de la Italia romana. |

|                                        |
| Región IX Liguria de la Italia romana. |